# Alfonso Martínez
Alfonso Martínez Gómez (Saragozza, 24 gennaio 1937 – Barcellona, 16 aprile 2011) è stato un cestista spagnolo.

## Carriera
Con la Spagna ha disputato due edizioni dei Giochi olimpici (Roma 1960, Città del Messico 1968) e cinque dei Campionati europei (1959, 1961, 1963, 1967, 1969).

## Palmarès
- Campionato spagnolo: 4

Real Madrid: 1957, 1958
Barcellona: 1958-59
Joventut de Badalona: 1966-67
- Copa del Rey: 4

Real Madrid: 1957
Barcellona: 1959
Picadero J.C.: 1964
Joventut de Badalona: 1969